# Elektrische Fahrzeuge AG

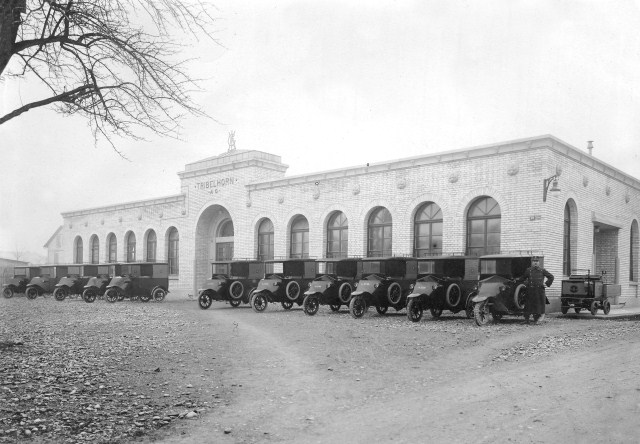
Neue Fabrik Tribelhorn, Elektrofahrzeug AG in Zürich Altstetten ab 1918

Die Elektrische Fahrzeuge AG (EFAG) war ein Schweizer Hersteller von Elektroautos, insbesondere leichten Nutzfahrzeugen. Das Unternehmen ging aus der Tribelhorn Accumulatoren AG hervor.

## Geschichte
Die Zeiten der grössten Erfolge und der ersten Absatzschwierigkeiten für Elektromobile liegen nach dem Ersten Weltkrieg nahe beieinander. Die Produktion von elektrisch betriebenen Fahrzeugen entwickelte sich in eine Nischenanwendung von Werksfahrzeugen. Unter dem Gründer Johann Albert Tribelhorn zog das Unternehmen 1918 nach Altstetten um. Der Bau von schweren Lkw mit Elektroantrieb wurde eingestellt. Nach dem Beinahe-Konkurs der Tribelhorn AG folgte 1922 die Streichung des Firmennamens aus dem Handelsregister. Mithilfe der Akkumulatorenfabrik Oerlikon wurde der Betrieb neu unter dem Namen Elektrische Fahrzeuge AG, EFAG weitergeführt. Ab 1926 leitete sein Sohn Leon Ricardo Tribelhorn die EFAG. Ein weiterer Umzug des Fabrikationsortes erfolgte 1929 auf das Gelände der Akkumulatorenfabrik Oerlikon. Leon Ricardo Tribelhorn verliess das Unternehmen 1932 und Hans Weiss wurde sein Nachfolger.

## Fahrzeuge
Beim Bau des Wasserkraftwerks Mühleberg lieferte die EFAG 1918 mehrere Fahrzeuge für die gleislose Werksbahn dort. Diese Pionieranwendung konnte nicht zu einem eigenen Geschäftszweig weiterentwickelt werden. Schweizer Industriebetriebe, Stadt- und Ortsverwaltungen, die SBB und die Post (PTT) waren in der Folge die Hauptauftraggeber für die Spezialfahrzeuge. Mit den von der PTT bestellten fast 50 Fahrzeugen zur Postverteilung erreichte die EFAG 1919 ihre grösste Serienproduktion.

## EFAG heute
Mehrere Fahrzeuge sowie der gesamte Firmennachlass dieser Marke sind in der nationalen Verkehrsmittelsammlung im Verkehrshaus der Schweiz in Luzern erhalten.